# Arthroderma vanbreuseghemii
Arthroderma vanbreuseghemii är en svampart som beskrevs av Takashio 1973. Arthroderma vanbreuseghemii ingår i släktet Arthroderma och familjen Arthrodermataceae.   Inga underarter finns listade i Catalogue of Life.